# Abbaye de Kreuzlingen
L'abbaye de Kreuzlingen, appelée Kloster Kreuzlingen ou Stift Kreuzlingen en allemand, est une abbaye impériale située sur le territoire de la commune thurgovienne de Kreuzlingen, en Suisse.

## Histoire
Un premier hôpital est fondé au Xe siècle par l'évêque Conrad de Constance qui rapporta des croisades un fragment de la Vraie Croix (d'où le nom latin de Lignum Crucis (« bois de la Croix ») qui devint ensuite Crucelingen, puis Creuzlingen). Cet hôpital fut détruit en 1093, puis restauré en 1125 par l'évêque Ulrich 1er de Kyburg-Dillingen qui y fit également construire l'un des premiers monastère augustinien dédié à Saint Ulrich et Saint Afra.
Le pape Lucius II en 1144, puis l'empereur Frédéric Barberousse en 1145, prirent le monastère sous leur protection. Kreuzlingen devient alors une abbaye impériale. Pendant le Concile de Constance (1414-1418), l'abbé de Kreuzlingen donna refuge du 27 au 28 octobre 1414 à l'antipape Jean XXIII qui, en retour, lui donna le droit de porter mitre et crosse.
Après la guerre de Souabe, le duc de Milan céda la Thurgovie à la Confédération des XIII cantons, provoquant ainsi la colère des habitants de Constance qui, en représailles, brûlèrent l'abbaye de Kreuzlingen. La ville fit alors reconstruire les bâtiments, la nouvelle église pouvant être consacrée par l'abbé Pierre Ier de Babenberg (1498-1545) le 17 avril 1509.
Pendant la guerre de Trente Ans, malgré la neutralité de la Suisse, une armée entra en Thurgovie en août 1633 par Stein am Rhein, avança sur Kreuzlingen et assiégea Constance sans succès. Après son départ le 2 octobre, la population de Constante détruisit l'abbaye pour la deuxième fois. Décision fut alors prise de ne pas la reconstruire à son emplacement original contre les murs de Constance, mais de la déplacer au sud de la ville. La nouvelle église fut consacrée le 25 octobre 1653, trois ans après que la première pierre ait été posée.
Après l'invasion française de 1798, le gouvernement restreint fortement les droits de l'abbaye qui est finalement dissoute en 1848. Plusieurs bâtiments, dont la bibliothèque, sont alors détruits alors que le reste de l'ensemble devient un collège cantonal. L'église seule est préservée pour être utilisée comme basilique mineure.
Entièrement rénovée en 1960, l'église est totalement détruite par un incendie dans la nuit du 19 au 20 juillet 1963. Elle sera à nouveau reconstruite sous la direction de Hans Burkard en 1967.
L'ensemble de l'abbaye est inscrit comme bien culturel suisse d'importance nationale.

Abbaye de Kreuzlingen
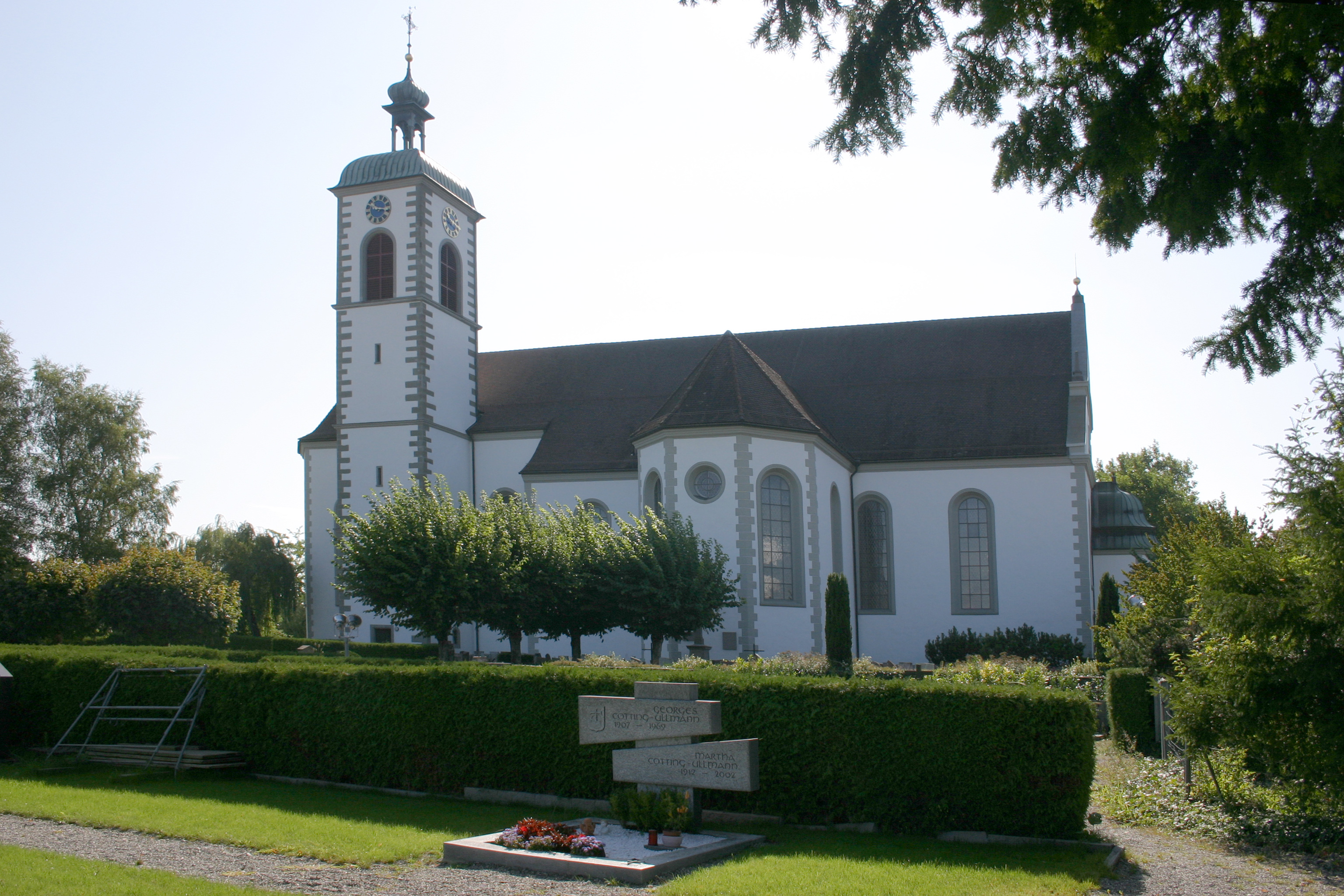
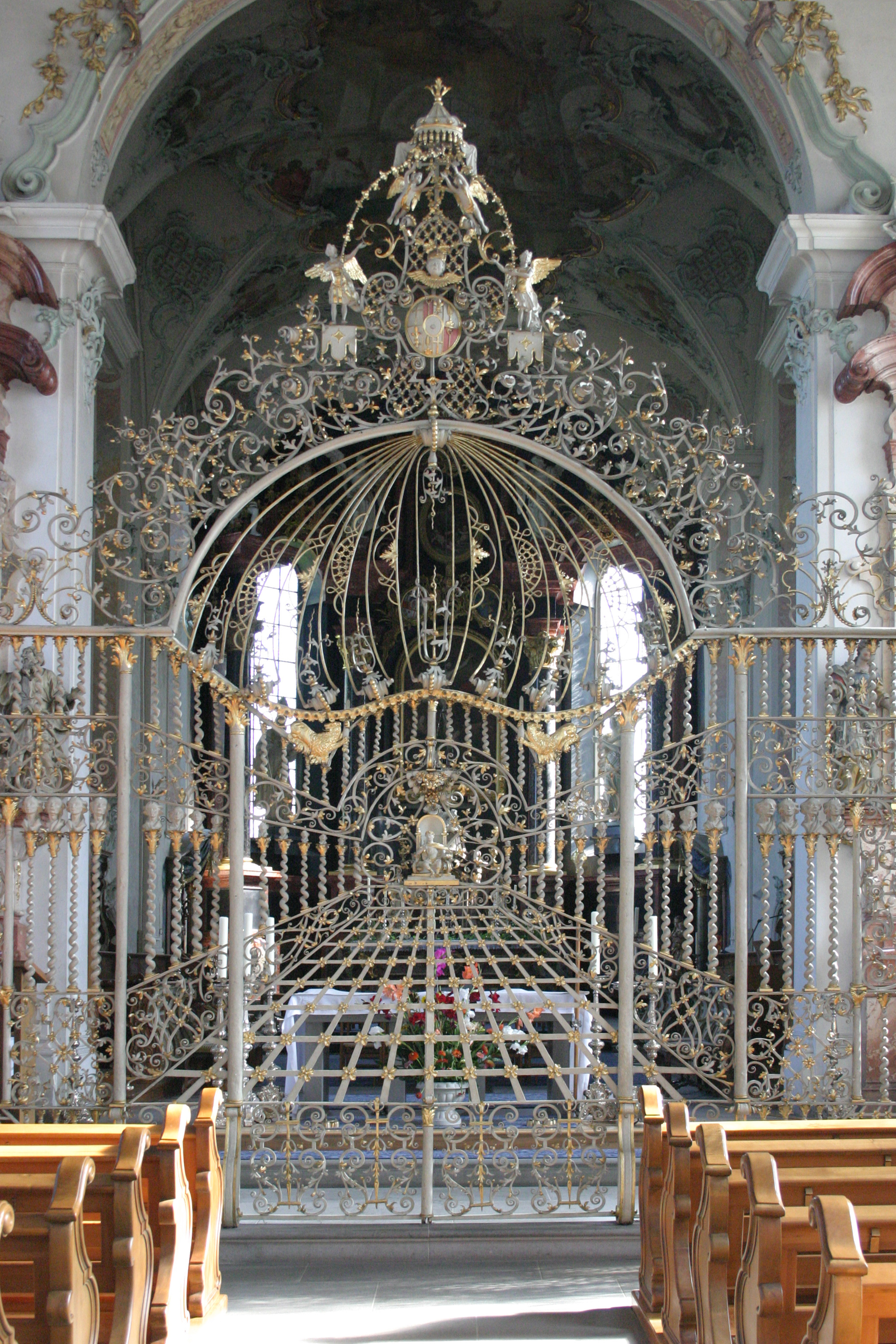
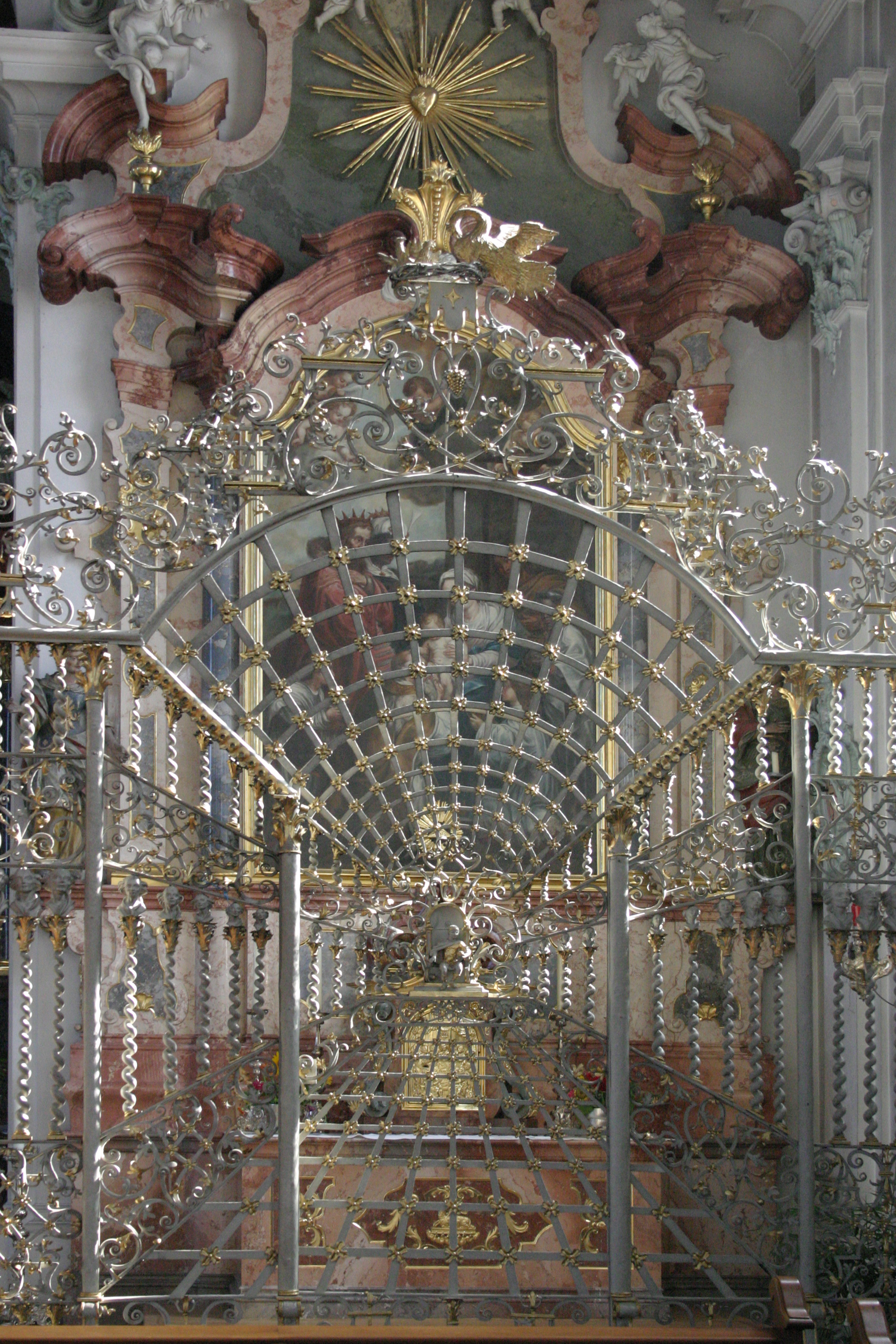
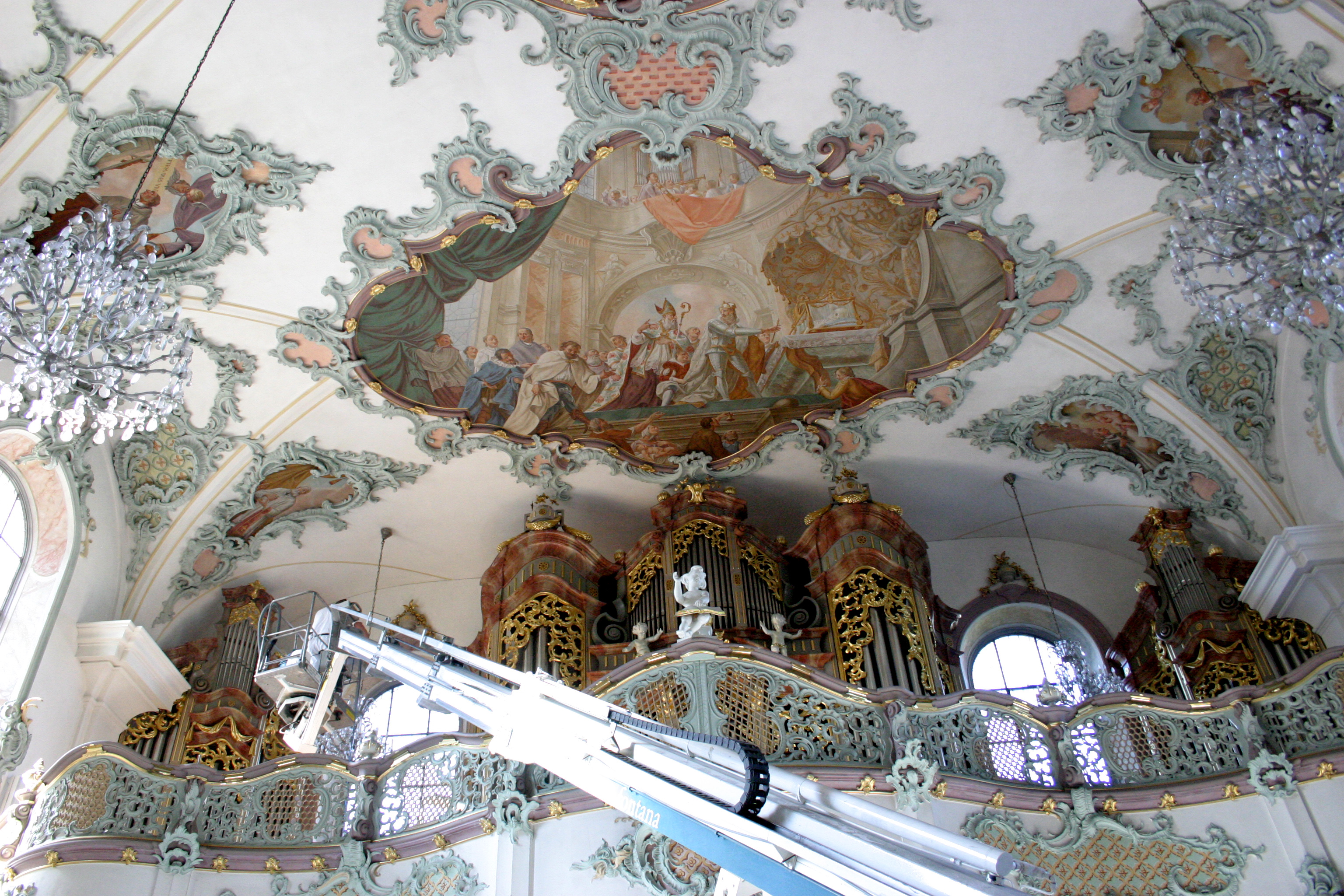
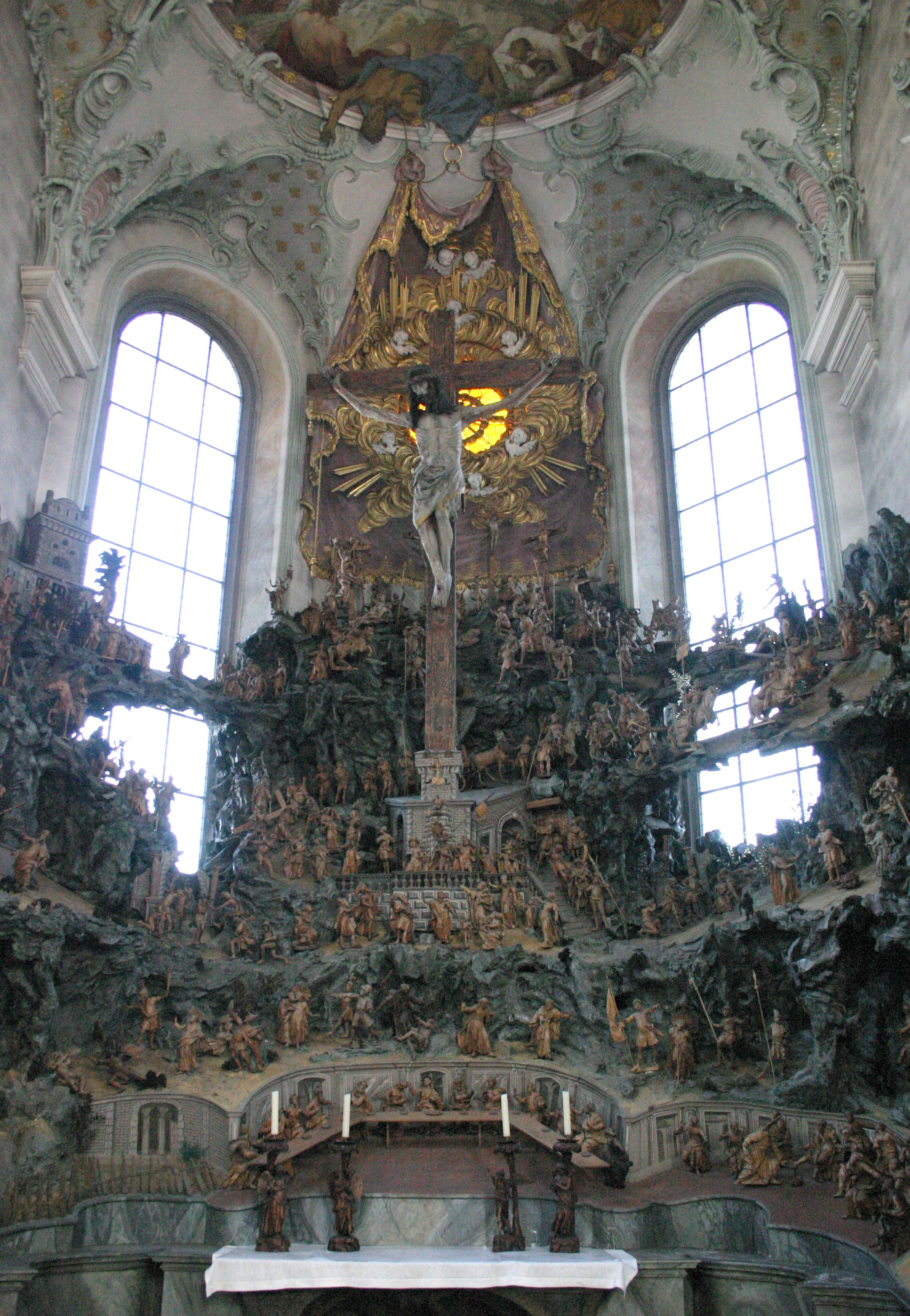

## Sources
- (de) Cet article est partiellement ou en totalité issu de l’article de Wikipédia en allemand intitulé « Kloster Kreuzlingen » (voir la liste des auteurs).
- Anton Hopp, « Kreuzlingen (chapitre) » dans le Dictionnaire historique de la Suisse en ligne, version du 3 mars 2009.